# Junts per Catalunya (partit polític)
|  | «Junts per Catalunya» redirigeix aquí. Si cerqueu la coalició electoral, vegeu «Junts per Catalunya (coalició)». |

Junts per Catalunya (Junts) és un partit polític català d'ideologia independentista i socioliberal que aposta per la via unilateral, la confrontació democràtica amb l'estat espanyol i la internacionalització del conflicte català.
La fundació d'aquest partit arrenca a iniciativa de l'expresident català Carles Puigdemont al costat de diversos membres de la coalició homònima Junts per Catalunya (provinents tant de la Crida Nacional —per exemple, Jordi Sànchez i Elsa Artadi— com del Partit Demòcrata —Jordi Turull, Josep Rull, Joaquim Forn, entre d'altres— i exmembres d'ERC —Toni Comín, Josep Costa, Eusebi Campdepadrós, entre d'altres) amb la finalitat de reestructurar aquest espai sota un partit polític unificat, aspirant a ser «el corrent central del catalanisme» sota un «lideratge» clar.
Establert el juliol de 2020 per Carles Puigdemont, després que n'anunciés la creació, arran del trencament de les negociacions amb el Partit Demòcrata sobre la reorganització de l'espai polític que comprenia la marca Junts per Catalunya, en què es trobaven els postconvergents, juntament amb càrrecs electes provinents d'altres tradicions polítiques.
El nou partit, Junts, neix de la fusió de la Crida Nacional per la República (CNxR), Acció per la República (AxR), Els Verds - Alternativa Verda (EV–AV), i alguns corrents del Partit Demòcrata—com Reagrupament (RI.cat)—, però també incorpora membres dels partits Demòcrates de Catalunya (DC), Moviment d'Esquerres (MES), Solidaritat Catalana per la Independència (SI) i intenta incorporar membres de la CUP, així com els independentistes unilaterals d'Esquerra Republicana.

## Ideologia
El Manifest fundacional de Junts fa referència a la defensa de «la justícia social i la Igualtat d'oportunitats efectiva», la «llibertat individual i col·lectiva», el «dret d'autodeterminació» i el «mandat de l'1 d'octubre», no renuncia a la via unilateral per aconseguir la independència de Catalunya, optant per la unitat d'acció amb la resta de forces independentistes. i l'autoubicació mitjana de l'electorat de Junts per Catalunya es defineix de centreesquerra, si bé aquest posicionament ha estat qüestionat en diverses ocasions.

## Història

### Antecedents
Després de la separació de la coalició Convergència i Unió el juny de 2015, Convergència Democràtica de Catalunya va formar part de la Coalició Junts pel Sí al costat de diversos partits catalans (entre els quals destaca ERC) per a concórrer a les eleccions catalanes de setembre de 2015, i el juliol de 2016, CDC va suspendre l'activitat política del partit, impulsant la formació del nou Partit Demòcrata Europeu Català aquest mateix mes. Existint formalment conformant amb el nou Partit Demòcrata la Coalició Junts per Catalunya, que concorreria a les eleccions catalanes de desembre de 2017.

### Registre
L'11 de juliol de 2018, és registrat formalment en el Registre de Partits Polítics del Ministeri de l'Interior el partit polític Junts per Catalunya, amb seu a la Rambla de Catalunya sota la presidència de Laia Canet. De manera paral·lela el juliol de 2018, l'espai més pròxim a l'expresident Carles Puigdemont, exiliat a Bèlgica, decideix impulsar el moviment polític de la Crida Nacional per la República amb la finalitat d'atorgar una nova eina a la causa independentista, que es va registrar com a partit polític el 8 de gener de 2019).
Després del seu registre roman a l'ombra de la coalició homònima Junts per Catalunya, de la qual passa a formar part al costat dels partits CDC i Partit Demòcrata. Els seus dos primers anys d'existència no té actes propis, ni organigrama definit, ni simbologia o nomenclatura diferenciada a la coalició, que participa en les eleccions generals, eleccions municipals i europees de 2019, aquesta darrera sota la denominació Lliures per Europa (Junts).

### Congrés fundacional
A inicis de juliol de 2020, les negociacions entre l'espai més pròxim a l'expresident Carles Puigdemont (Crida Nacional) i el partit Partit Demòcrata entorn de la necessitat de reestructurar l'espai polític de la coalició Junts per Catalunya s'enquisten. Mentre el Partit Demòcrata apostava per la continuació del model de coalició, mantenint al Partit Demòcrata com a partit de centredreta independent, l'entorn de Carles Puigdemont va advocar per la creació d'un nou partit polític unificat més progressista i netament unilateralista.
A conseqüència de la dificultat en les negociacions, l'entorn de Carles Puigdemont va prendre el control del partit, canviant tant la seva seu (de la rambla de Catalunya a l'Avinguda Diagonal) i la presidència, que va passar de Laia Canet a Carles Valls (alcalde de Balenyà), acció criticada durament pel Partit Demòcrata, que considerava el partit «Junts per Catalunya» com una marca de la seva propietat.
El congrés fundacional tingué lloc, després de ser anunciat per al 18 de juliol, amb la presentació pública de la imatgeria i la identitat corporativa per Elsa Artadi i Marta Madrenas, entre el 25 de juliol de 2020, amb una sessió en línia en la qual van participar nombrosos alts càrrecs de la coalició Junts per Catalunya com Marta Madrenas, Elsa Artadi, Laura Borràs, Meritxell Budó o el mateix Carles Puigdemont, fins al 3 d'octubre de 2020. Durant el Procés Congressual, el Partit va permetre als seus membres la doble militància amb altres partits, havent de resoldre organigrama, estatuts i la seva relació amb el Partit Demòcrata. El partit va renovar l'Executiva mitjançant una consulta en línia als seus afiliats, resultant electes Carles Puigdemont com a president del partit (amb el 99,3% dels vots), i Jordi Sànchez com el seu secretari general (amb el 94,2% dels vots). Els vicepresidents escollits van ser Jordi Turull, Elsa Artadi, Josep Rius i Anna Erra.

### Eleccions al Parlament de Catalunya de 2021
El partit va començar el 27 de desembre de 2020 el procés per recollir els avals necessaris per presentar-se a les eleccions al Parlament de Catalunya de 2021, ja que era la primera vegada que es presentava en una votació al Parlament i el Partit Demòcrata tenia els drets electorals. El primer president fou Carles Puigdemont.
Durant el mes de novembre es va dur a terme un procés d'eleccions primàries per escollir la candidatura a la presidència de la Generalitat, sent-ne escollida Laura Borràs. El 29 de desembre, el partit va anunciar un acord amb Demòcrates de Catalunya, a través del qual els seus candidats s'incorporaven a la llista de Junts. El 31 de desembre Moviment d'Esquerres també va avalar unir-se llista de Junts per Catalunya i els militants del partit van validar la composició final de les llistes electorals. Les van validar 2.644 persones, un 51,56% d'un total de 5.128 militants. La llista electoral per Barcelona fou encapçalada per Carles Puigdemont, amb Laura Borràs de número 2. La llista electoral per Girona fou encapçalada per Gemma Geis. La llista electoral per Lleida fou encapçalada per Ramon Tremosa. La llista electoral per Tarragona fou encapçalada per Albert Batet. El partit va obtenir 568.002 vots, un 20,04%, quedant en tercera posició per darrere del PSC i ERC, i sent el primer a Girona i Lleida. Els comicis van suposar per primer cop l'opció majoritària en vots i escons de l'independentisme institucional.
Esquerra Republicana de Catalunya i Junts per Catalunya van formar govern, liderat pel republicà Pere Aragonès.

### Congrés d'Argelers
Carles Puigdemont en 2022 va decidir deixar les regnes del partit per centrar-se en la presidència del Consell de la República i al Parlament Europeu.
Al congrés d'Argelers de juny de 2022 Laura Borràs fou nomenada presidenta del partit i Jordi Turull Secretari general, després que Carles Puigdemont i Jordi Sànchez decidissin no presentar-se a la reelecció.

### Crisi i sortida del govern de la Generalitat
El 7 d'octubre de 2022, després d'una crisi de govern arran de la destitució de Jordi Puigneró, Junts va deixar el Govern de la Generalitat de Catalunya d'acord amb el resultat d'una consulta entre la militància del partit. La consulta es va dur a terme entre els dies 6 i 7 d'octubre i va comptar amb la participació del 79,18% dels militants. Els resultats van ser 55,73% a favor de sortir del Govern, 42,39% en contra i 1,88% en blanc.

### Eleccions generals espanyoles. Amnistia i eleccions catalanes
Els resultats de les eleccions generals espanyoles de 2023, on van obtenir set escons, però claus per la governabilitat de l'Estat, van tornar a donar a Junts per Catalunya un protagonisme polític. El 9 de novembre de 2023 Carles Puigdemont va anunciar que donaria suport a la investidura de Pedro Sánchez, a canvi de l'acord de Brussel·les, que promovia una llei d'amnistia i el reconeixement dels posicionaments de cadascuna de les parts. La Llei orgànica d'amnistia per a la normalització institucional, política i social a Catalunya fou finalment aprovada el 14 de març de 2024 pel Congrés dels Diputats per 178 vots a favor, 172 en contra i cap abstenció.

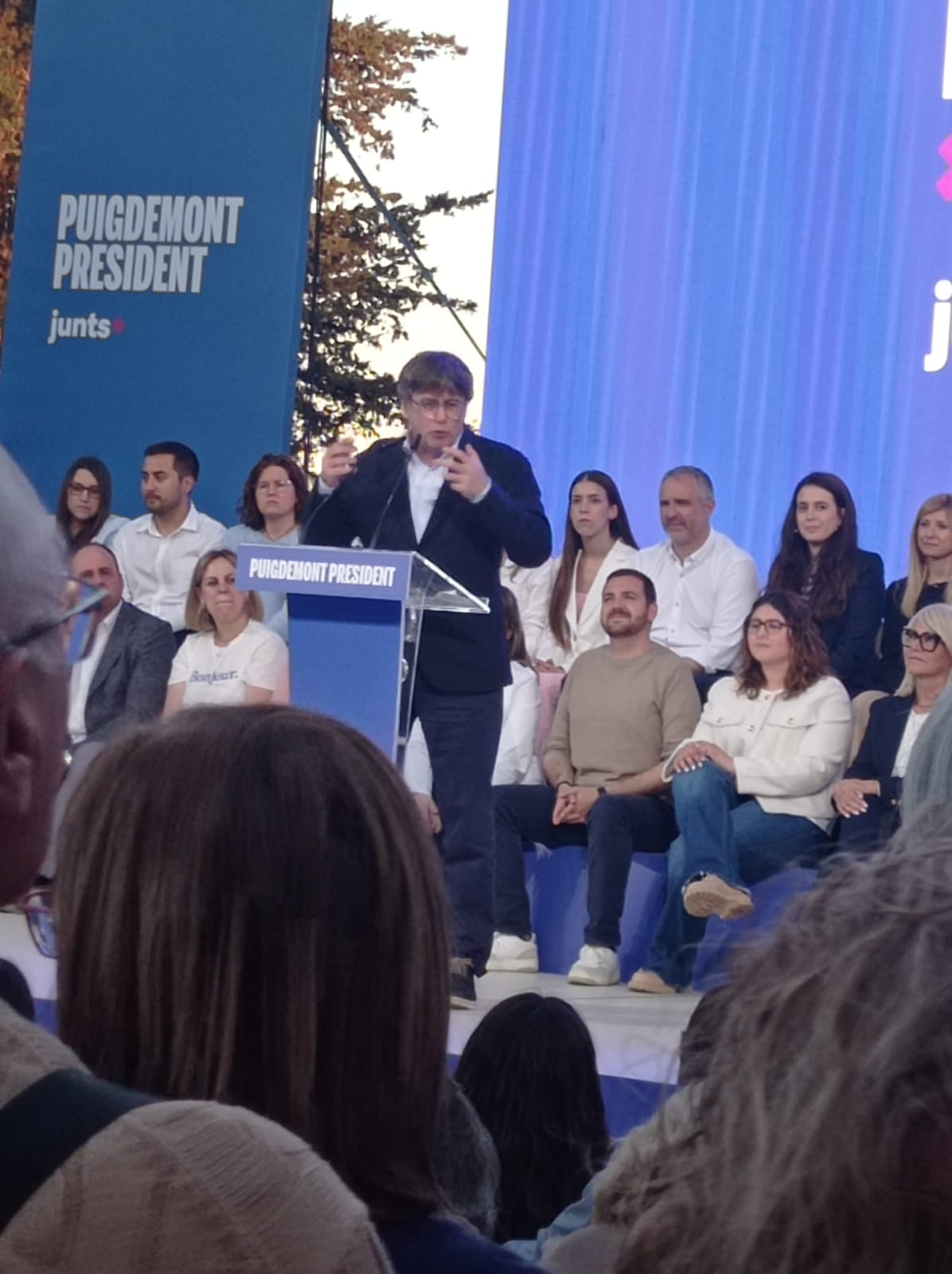
Carles Puigdemont en un dels mítings de la campanya al Parlament de Catalunya de 2024

Carles Puigdemont el 21 de març va anunciar la seva candidatura a cap de llista a les eleccions al Parlament de Catalunya de 2024 a Elna, en una coalició amb Demòcrates de Catalunya anomenada Junts+ Carles Puigdemont per Catalunya (Junts+) i que no es presentaria a les Eleccions al Parlament Europeu de 2024. El candidat va fer la campanya majoritàriament a Catalunya del Nord, on es va traslladar. Les eleccions les va guanyar el Partit dels Socialistes de Catalunya en escons i vots amb 42 diputats, amb l'escenari incert d'un Parlament molt dividit, i en el qual dels partits independentistes només Junts+ aconsegueix pujar, aconseguint els millors resultats de la seva història pujant fins als 35 escons. A les eleccions al Parlament Europeu, la coalició Junts i Lliures per Europa encapçalada per Antoni Comín, tot i ser la independentista més votada, va perdre més de la meitat del suport electoral passant de tres eurodiputats a un.
El 20 d'octubre de 2024, Demòcrates de Catalunya i Moviment Demòcrata Català es van integrar en Junts per Catalunya. Amb l'acord, Junts derivarà la seva activitat cap a la Fundació Demòcrates de Catalunya (FunDem).

### Presidència de Carles Puigdemont
El congrés del partit celebrat a Calella el 26 d'octubre de 2024 el partit va escollir Carles Puigdemont com a nou president el 26 d'octubre de 2024, mantenint Jordi Turull com a secretari general. Els reiterats incompliments socialistes de l'acord de Brussel·les per a la investidura de Pedro Sánchez com a President del Govern espanyol van provocar l'enduriment del suport a les propostes del tercer Govern de Pedro Sánchez, aliant-se amb els grups de l'oposició per fer caure decrets llei que es van haver de renegociar.

## Resultats electorals
| Eleccions al Parlament de Catalunya |                   |         |       |      |          |     |                               |
| Eleccions                           | Líder             | Vots    | %     | +/-  | Escons   | +/- | Govern                        |
| 2021                                | Laura Borràs      | 570.539 | 20,07 | N/A  | 32 / 135 | N/A | Coalició (ERC-Junts)          |
| 2021                                | Laura Borràs      | 570.539 | 20,07 | N/A  | 32 / 135 | N/A | Oposició (des d'octubre 2022) |
| 2024                                | Carles Puigdemont | 674.896 | 21,61 | 1,54 | 35 / 135 | 3   | Oposició                      |

| Eleccions al Congrés dels Diputats |                 |         |       |     |        |     |          |
| Eleccions                          | Líder           | Vots    | %     | +/- | Escons | +/- | Govern   |
| 2023                               | Míriam Nogueras | 392.634 | 11,16 | N/A | 7 / 48 | N/A | Oposició |

| Eleccions municipals |         |      |               |
| Eleccions            | Vots    | %    | Regidors      |
| 2019                 | 537.600 | 2,36 | 2,798 / 9,071 |
| 2023                 | 552.089 | 2,46 | 2,683 / 9,139 |

| Eleccions al Parlament Europeu |                            |                   |           |         |         |
| Eleccions                      | Candidatura                | Candidat          | Espanya   | Espanya | Espanya |
| Eleccions                      | Candidatura                | Candidat          | Vots      | %       | Escons  |
| 2019                           | Junts per Europa           | Carles Puigdemont | 1.018.435 | 4,54    | 2 / 59  |
| 2019                           | Junts per Europa           | Carles Puigdemont | 1.018.435 | 4,54    | 3 / 64  |
| 2024                           | Junts i Lliures per Europa | Antoni Comín      | 443.275   | 2,54    | 1 / 61  |